# ロシア国立体育・スポーツ・青年・観光大学
ロシア国立体育・スポーツ・青年・観光大学（ロシアこくりつたいいく・スポーツ・せいねん・かんこうだいがく、露: Российский государственный университет физической культуры, спорта, молодёжи и туризма ; РГУФКСМиТ, 英: Russian State University of Physical Education, Sport, Youth and Tourism ; RSUPESYT）は、ロシア・モスクワにある大学である。グツォリフク（露: ГЦОЛИФК, 英: GTSOLIFK）とも呼ばれる。
所在地は、シレネヴィ大通り4番地である。大学には、体育館、陸上競技場、射撃場、サッカースタジアム、テニスコート、スイミングプール、アイススケートリンクなどが設備されている。

## 名称
- 1918年 - 1920年 : モスクワ体育大学（露: Московский институт физической культуры）
- 1921年 - 1934年 : 国立中央体育大学（露: Государственный центральный институт физической культуры ; ГЦИФК）
- 1934年 - 1993年 : 国立中央レーニン勲章体育大学（露: Государственный центральный ордена Ленина институт физической культуры ; ГЦОЛИФК, 英: State Central Order of Lenin Institute of Physical Education ; SCOLIPE）
- 1993年 - 2003年 : ロシア国立体育アカデミー（露: Российская государственная академия физической культуры ; РГАФК）
- 2003年 - 2010年 : ロシア国立体育・スポーツ・観光大学（露: Российский государственный университет физической культуры, спорта и туризма ; РГУФК）
  - 略称は、2006年より РГУФКСиТ が、2009年より ГЦОЛИФК が用いられている。
- 2010年 - : ロシア国立体育・スポーツ・青年・観光大学（露: Российский государственный университет физической культуры, спорта, молодежи и туризма ; РГУФКСМиТ, ГЦОЛИФК）

出典：

## 歴史
1918年5月29日、モスクワ体育大学が創設される。教育人民委員部（ナルコンプロス）で学校衛生部門の長を務めたヴェラ・ヴェリチキナによって大学を設立する提案が行われ、初代教育人民委員のアナトリー・ルナチャルスキーによって受け入れられた。ルナチャルスキーは、ゴロホフスコイ通り（現在のカザコヴァ通り）に設置することを勧めた。初代学長は、バルナバ・イグナチェフが務めた。
1934年、レーニン勲章を受章する。1988年、スポーツおよび体育の振興に対する功績によって、国際連合教育科学文化機関（ユネスコ）より国際的な資格が与えられる。1997年、高等教育におけるスポーツ科学の欧州ネットワーク（露: Европейскую Сеть спортивных наук в высшем образовании, 英: European Network of Sport Sciences in Higher Education ; ENSSHE）に加盟する。1998年、国際スポーツ科学・体育協議会 (ICSSPE) に加盟する。

## 著名な出身者
- ミハイル・ヴォローニン（英語版、ロシア語版） - 体操選手
- ヴィクトル・コノプリョフ（英語版、ロシア語版） - 水泳選手
- ヴァレリー・クージン（ロシア語版） - 政治家
- ヴィクトール・クドリャフツェフ - フィギュアスケート選手
- ユーリー・クレシチョフ（英語版、ロシア語版） - バレーボールのコーチ
- マーク・ゴジック - 教育学者
- オレグ・マティツィン（英語版、ロシア語版） - 政治家
- タマーラ・ミノギナ（英語版、ロシア語版） - チェス選手
- ヴィクトール・ルイシキン - アイスダンス選手